# 里心镇
里心镇，是中华人民共和国福建省三明市建宁县下辖的一个乡镇级行政单位。

## 行政区划
里心镇下辖以下地区：
里心社区、里心村、汪家村、滩角村、双溪村、新墟村、戴家村、芦田村、宁源村、大南村、上黎村、岩上村、靖安村和花排村。